# Украинская епархия
Украи́нская епа́рхия — каноническая и территориально-административная структура Русской Древлеправославной церкви на территории Украины (за исключением Республики Крым) с центром в городе Кременчуг.
- Слобожанское благочиние, благочинный иерей Павел Колокольников;
- Приднепровское благочинье, иерей Евгений Раку;

## История
Украинская епархия Русской Древлеправославной церкви была образована на Архиерейском Соборе РДЦ 23 декабря 2010 года путём разделения существовавшей ранее Украинско-Белорусской епархии.
Правящим архиереем Украинской епархии по пострижении в монашество и рукоположении в сан епископа избран благочинный Слобожанского благочиния Украинской епархии протоиерей Никола Просин.